# Osenovlag Island
Osenovlag Island (englisch; bulgarisch остров Осеновлаг ostrow Ossenowlag) ist eine felsige, in südost-nordwestlicher Ausrichtung 510 m lange und 130 m breite Insel im Archipel der Südlichen Shetlandinseln. Sie ist die östlichste der Onogur-Inseln vor der Nordwestküste von Robert Island und liegt 3,55 km nordöstlich des Fort William und 1,24 km südwestlich des Hammer Point. Vom Shipot Point ist sie durch eine 90 m breite Meerenge getrennt.
Britische Wissenschaftler kartierten sie 1968, bulgarische 2009. Die bulgarische Kommission für Antarktische Geographische Namen benannte sie 2013 nach der Ortschaft Osenowlag im Westen Bulgariens.